# پیربهار تنها
پیربهار تنها (نام علمی: Erigeron uncialis) نام یک گونه از سرده پیر بهار است.